# Цай Сюйкунь
Цай Сюйку́нь (кит. упр. 蔡徐坤, пиньинь Cài Xúkūn) — китайский певец, рэпер, автор песен, модель и актёр, который родился 2 августа 1998 года. Он является бывшим участником групп SWIN-S и Nine Percent.

## Ранняя жизнь
Родился в Вэньчжоу провинции Чжэцзян, откуда был родом его отец, но всё свое детство провёл в Хуайхуа провинции Хунань, откуда была родом его мать. В школе был помощником директора и председателем студенческого союза. Он получал различные награды в школе, которые были показаны в эпизоде Day Day Up.
Когда Цай Сюйкунь посещал школу, то его пригласили присоединиться к TFBOYS. Но поскольку он был слишком мал в то время, родители надеялись, что он уделит время учёбе. В конечном итоге, он принял решение учиться за границей. Цай Сюйкунь закончил Grace Brethren High School в Калифорнии.

## Начало карьеры

### 2012: Актёрский дебют
Цай Сюйкунь начал сниматься в 2012 году. Первой его работой стали съемки в фильме «Fairytale». Также в этом году поучаствовал в шоу Upwards! Youth. В 2014 он снялся в «Lock Me Up, Tie Him Down».

### 2015—2016: Super Idol (星动亚洲)
В 2015 году он оставил учёбу в Америке и участвовал в реалити-шоу под названием Super Idol. Цай Сюйкунь преодолел все трудности и попал в ТОП-3. После этого победители шоу дебютировали в группе SWIN под крылом Pelias Entertainment. Эту группу Цай Сюйкунь покинул спустя несколько месяцев после дебюта.

### 2018-настоящее время: Idol Producer, первая главная роль, рост популярности, иск
В начале 2018 года стало известно, что Цай Сюйкунь станет частью нового реалити-шоу Idol Producer. Он стал очень популярен благодаря шоу и занял 1 место в финале. 6 апреля 2018 он официально стал частью группы Nine Percent, временной группы от шоу Idol Producer.
Во время участия в Idol Producer, Цай Сюйкунь подает в суд на свою бывшую компанию. Дело в том, что Pelias Entertainment заставляют Цай Сюйкуня выплатить 80,000,000 юаней (примерно 12,557,200 долларов) из-за ухода из группы до истечения контракта. Первоначально Цай Сюйкунь подал в суд на компания из-за плохого обращения с мемберами группы, поскольку члены SWIN должны были платить за собственные альбомы, фан-встречи, MV и концерты и что некоторые из членов, как сообщается, были в долгах. В соответствии с содержанием контракта, если артист рано расторгнет свой контракт, им придется заплатить ежегодную комиссию в размере 30,000,000 юаней за нарушение контракта, компания также имеет право потребовать 80,000,000 юаней от артиста в качестве компенсации. Дело было передано в суд 12 марта 2018 года.
Вскоре после завершения Idol Producer был выпущен сериал «I Won’t Get Bullied By Girls». Цай Сюйкунь сыграл свою первую главную роль. Съемки сериала проходили до начала трансляции шоу.
Единственный сингл «I Wanna Get Love» возглавлял «Mainland China C-pop Single Chart» на протяжении 3 недель. Песня была с апреля до мая песней № 1 в Китае.
27 июня 2018 года начальная школа GenShanKou получила пожертвования на 30,000 музыкальных инструментов и книг от Сюйкуня.
27 июля Цай Сюйкунь открыл свою собственную студию Cai Xukun Studio.
2 августа выпускает первый альбом, который называется «1». Как говорил сам Цай Сюйкунь, каждая его песня отличалась жанром — сексуальная, свежая, романтическая. Все песни из альбома заняли высокие места в чартах. 23 августа выпустил песню «Wait Wait Wait», которая тоже имела хорошие позиции в чартах.

## Реклама

### В составе Nine Percent
- 农夫山泉 维他命水 Nongfu Spring Vitamin Water (2018)
- Innisfree (2018)
- 农夫山泉 维他命水 Nongfu Spring Vitamin Water 2 (2018)
- 必胜客 Pizza Hut (2018)
- Mercedes-Benz (2018)
- 消除者联盟大使 Pop Moe Ambassadors (2018)
- Nine Percent Martial Arts MMO Game (2018)
- 立白给你绿色健康的家 (2018)

### Индивидуальные проекты
- L’OREAL PARIS Infallible Pro-Cover (2018)
- L’OREAL PARIS Youth Code (2018)
- Tomson Bianjian Collagen Powder 汤臣倍健 (2018)
- Seeking the secret of the Birch Forest (2018)
- VIVO X23 (2018)

## Фильмография

### Фильмы
- Fairytale / 童话二分之一 (2012)
- Lock Me Up, Tie Him Down / 完美假妻168 (2014)

### Дорамы
- I Won’t Get Bullied By Girls / 我才不会被女孩子欺负呢 (2018)

### Шоу
- Super Idol (2015)
- Super Idol (2016)
- Idol Producer (2018)
- Happy Camp (2018)
- Day Day Up (2018)
- Idol Hits (2018)

## Дискография

### Синглы
- I Wanna Get Love (2017)
- Wait Wait Wait (2018)
- Hard to get (2019)
- Young (2019)

### Мини-альбомы
- 1 (2018)

## Журналы
- InShanghai / март, 2018
- InShanghai / апрель, 2018
- SE Weekly / апрель, 2018
- GRAZIA / № 360, 2018
- GRAZIA / № 361, 2018
- Madame Figaro / июль, 2018
- Elle Men / сентябрь, 2018
- NYLON / сентябрь, 2018
- TRENDS时尚 / октябрь, 2018
- Qthemusic / октябрь, 2018

## Награды
| Год  | Категория    | Премия                         | Примечания                |
| ---- | ------------ | ------------------------------ | ------------------------- |
| 2018 | -            | Global Chinese Pop Music Chart | Победа с песней «Pull Up» |
| 2018 | Новичок года | GQ 2018 Men of the Year Awards | -                         |